# Spatula clypeata
El cuchara común (Spatula clypeata), también denominado pato cuchara, pato cucharo, pato cuchareta o pato cucharón norteño, es una especie de ave anseriforme de la familia Anatidae ampliamente extendida por el mundo, que cría en el norte de Eurasia y Norteamérica y migra al sur para pasar el invierno en el sur de Europa, Asia y Norteamérica, el norte de África y el extremo noroccidental de Sudamérica. También se han registrado avistamientos en Perú, donde su estado aun es desconocido. Anteriormente era conocido como Anas clypeata.[cita requerida]

## Descripción

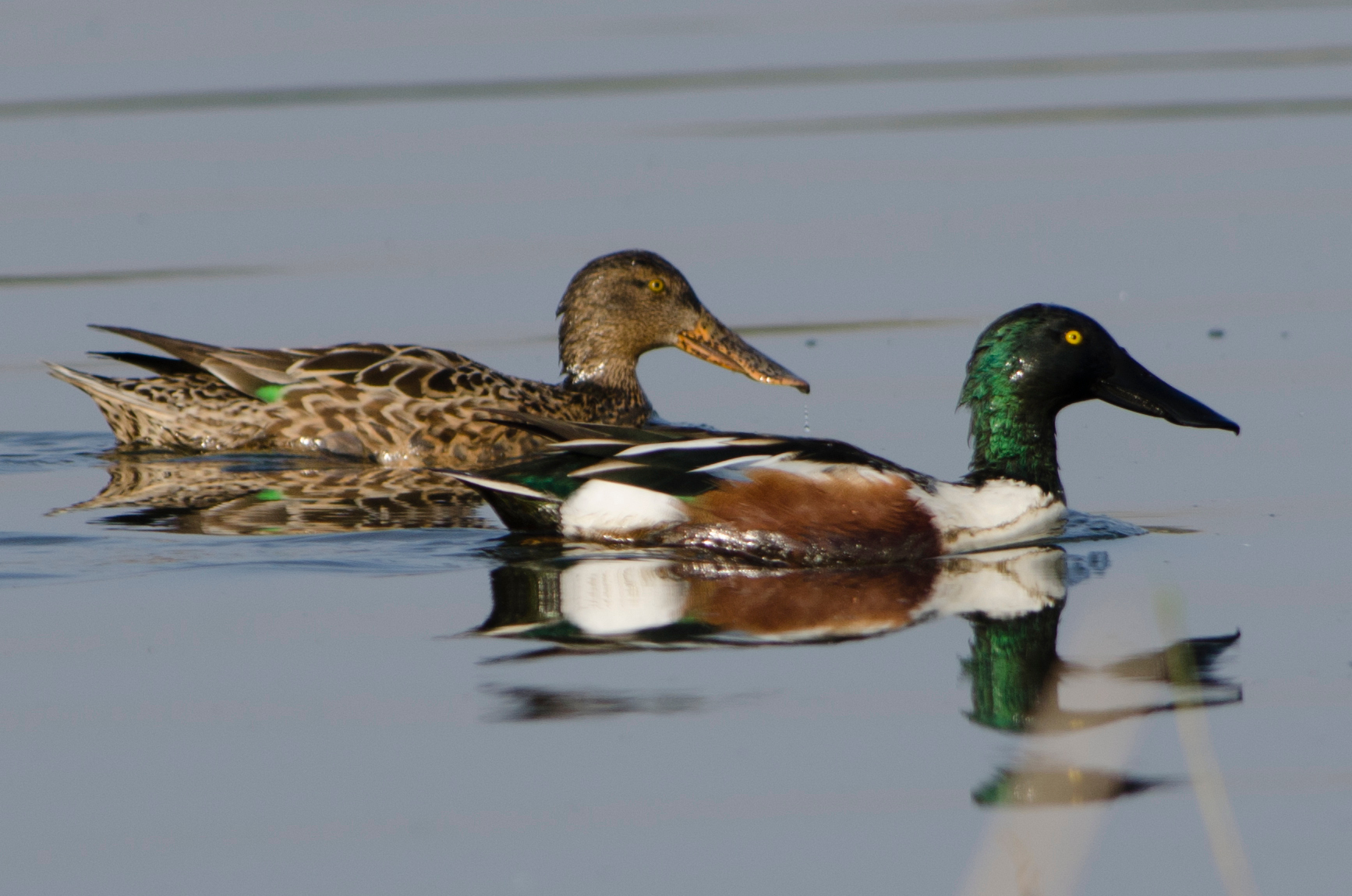
Hembra (izq.) y macho (dcha.).

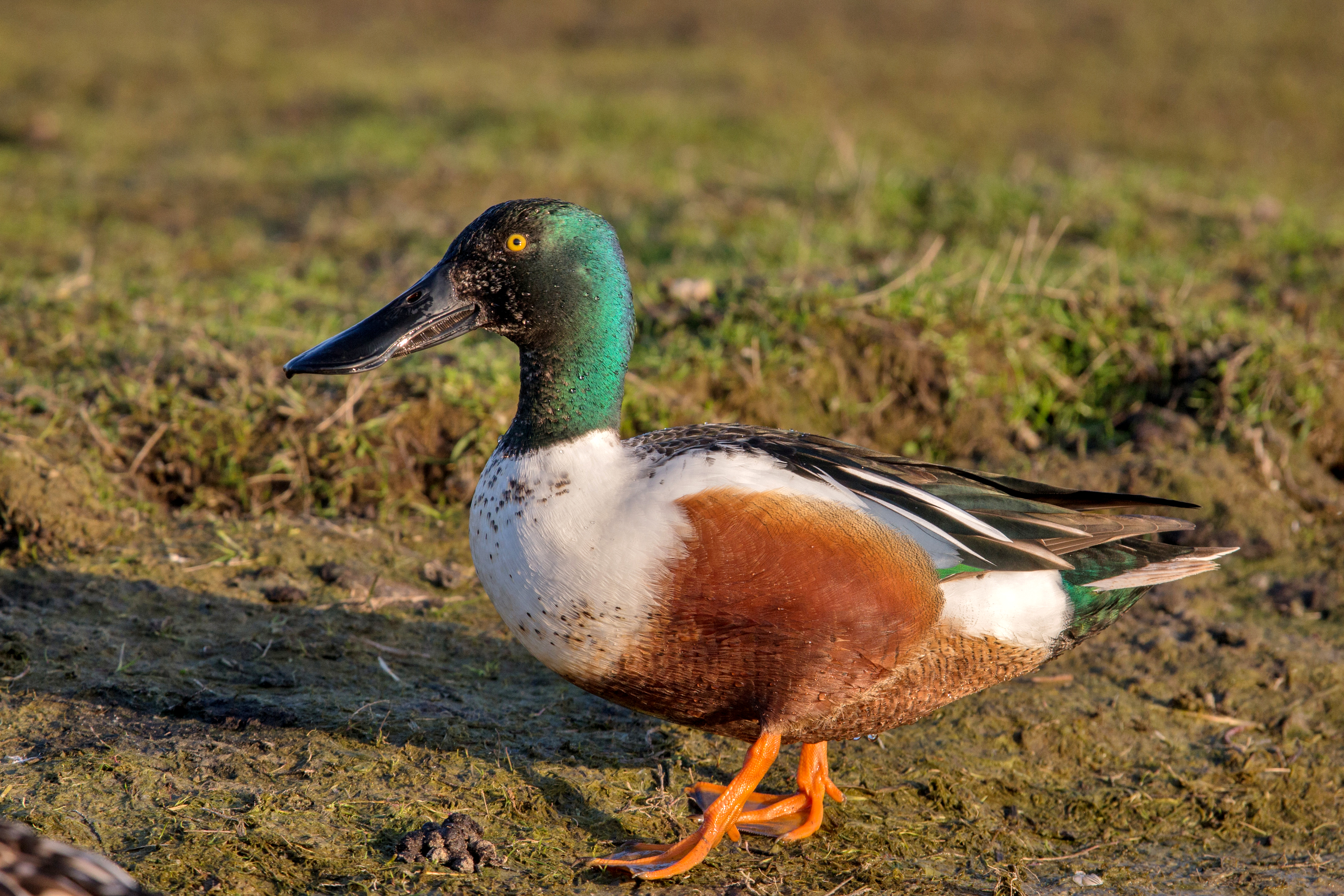
Macho con plumaje reproductivo.

Es un pato pequeño, de unos 48 cm de largo, con una envergadura alar de 76 cm y un peso alrededor de 600 g. Esta especie es inconfundible en el hemisferio norte por su gran pico en forma de espátula o cucharón. El macho en plumaje reproductivo tiene la cabeza de color verde oscuro iridiscente, con el pico negro. Mientras que su pecho y la base de la cola son blancos, y los flancos y vientre de color castaño rojizo. Sus partes superiores son principalmente de color pardo oscuro, salvo las plumas secundarias solo visibles en vuelo, las coberteras que son de color azul claro y las rémiges que forman un espejuelo verde iridiscente enmarcado por una lista blanca. Algunos machos tienen una media luna blanca a los lados del rostro en otoño. El plumaje de los machos fuera de la época de reproducción (eclipse) se torna parduzco, más parecido al de las hembras.
Las hembras tienen un plumaje pardo claro veteado como las hembras de sus congéneres, con un plumaje similar a la hembra del ánade real, pero fácilmente distinguible por su pico largo y ancho como los machos, pero que es grisáceo en la parte superior con las comisuras y la mandíbula inferior anaranjadas. las hembras tienen la parte frontal de las alas que en los machos es azul de color grisáceo. Los inmaduros se parecen a las hembras.

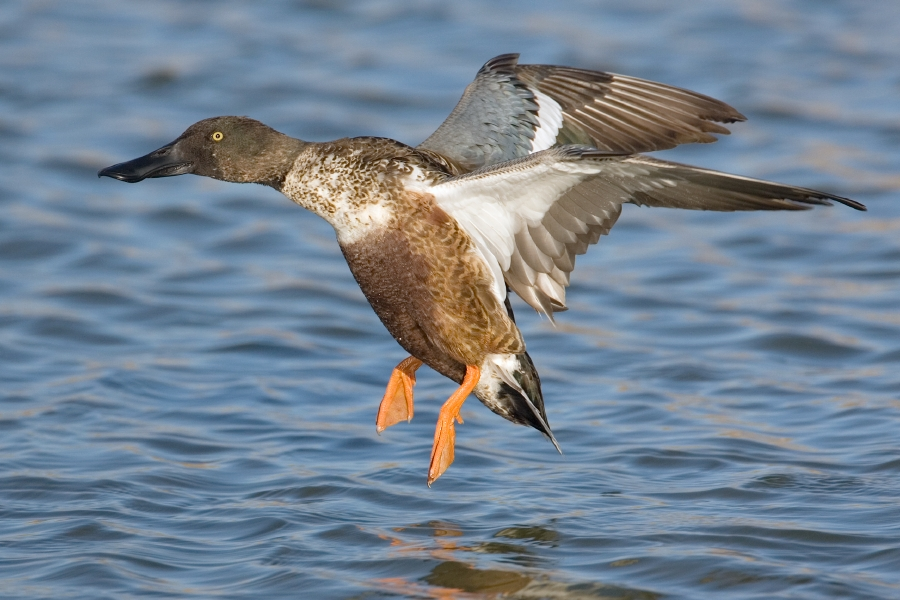
Macho en eclipse posándose en el agua.

## Taxonomía
Fue descrito científicamente por Linneo en su obra Systema naturae en 1758 como miembro del género Anas. y con frecuencia se le sigue considerando miembro del mismo, como la mayoría de los patos de superficie. Sin embargo, está bastante diferenciado de especies como el ánade real y junto a otros patos cuchara y afines formaría el grupo Spatula, considerado como un género distinto por algunos taxónomos.
No se reconoce ninguna subespecie viva. Se han descubierto huesos fósiles de un pato muy similar procedentes de depósitos de inicios del Pleistoceno en Dursunlu, Turquía. Sin embargo, no se ha determinado el parentesco de esta ave con el cuchara actual, si las diferencias se deben a que pertenece a una especie próxima o bien si se trata de una paleosubespecie, o atribuibles a variaciones individuales.

## Comportamiento

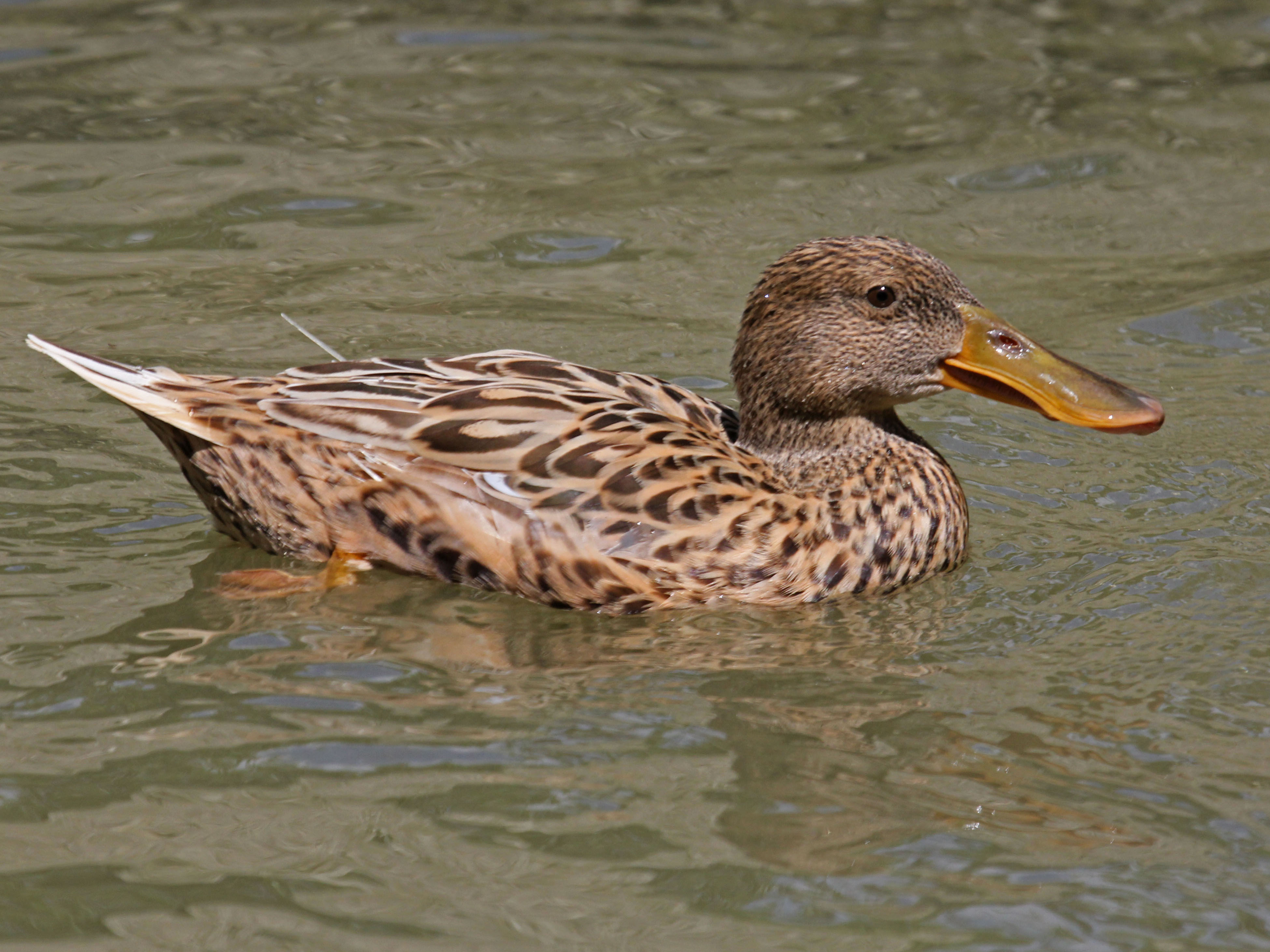
Hembra en Norteamérica.

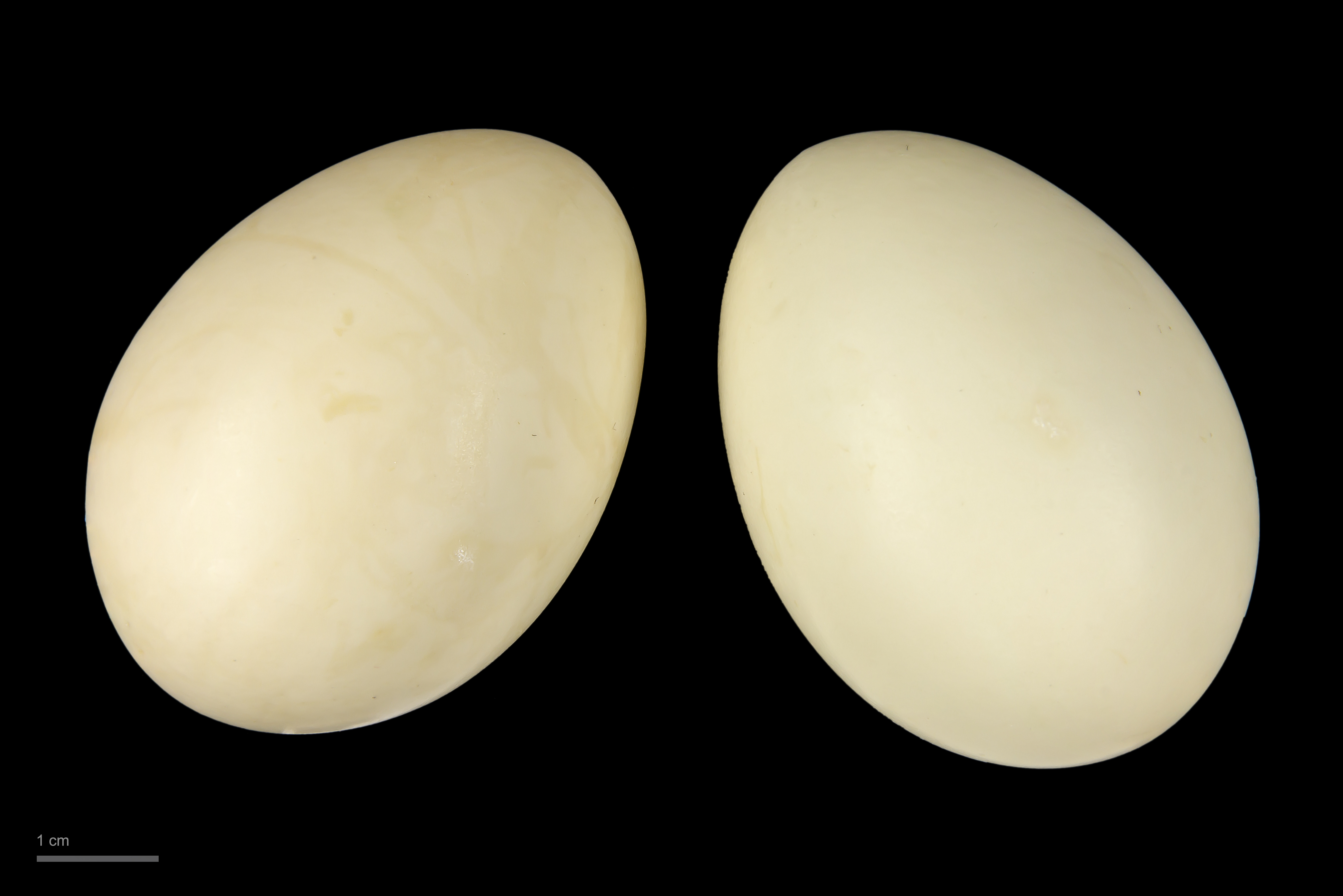
Spatula clypeata - MHNT

Se trata de un ave migratoria que se desplaza al sur para pasar los inviernos fuera de su zona de nidificación. No es tan gregaria como otros patos fuera de la época de cría y tiende a formar sólo pequeñas bandadas. A pesar de su apariencia rechoncha y torpe los cuchara son excelentes voladores.
El cuchara se alimenta en la superficie del agua, generalmente nadando despacio en aguas someras pasando su pico de lado a lado. Su gran pico plano tiene el borde dotado con laminillas en forma de peine que actúan como un colador que permite a estos patos filtrar plancton, insectos, pequeños crustáceos, otros invertebrados acuáticos y semillas de los que se alimenta. Para alimentarse mantiene el pico en el agua casi horizontal moviendo su cabeza de un lado a otro, así filtra el agua y el limo reteniendo la comida. Esta adaptación evita la competencia con otros patos de superficie con los que coinciden la mayor parte del año. Este tipo de alimentación hace que las charcas con fondo lodoso ricas en invertebrados sean su hábitat preferido.
Los cuchara prefieren anidar en herbazales lejos de las masas de agua. Su nido consiste en una depresión somera del suelo forrada con material vegetal y plumón. Las hembras suelen poner unos nueve huevos. Los machos son muy territoriales durante la época de cría y defienden su territorio y parejas de los machos competidores. Los machos además despliegan elaboradas exhibiciones de cortejo, tanto en el agua como en el aire. No es infrecuente observar a una docena de machos o más persiguiendo a una sola hembra.
Es una especie bastante silenciosa. El macho emite un breve sonido sordo de tipo «tuck, tuck». La hembra emite un «cuac» parecido al de las hembras de azulón.

## Distribución y hábitat
Su hábitat son las aguas continentales, especialmente los humedales abiertos como: marismas, charcas, lagunas, embalses, albuferas. Es un ave migratoria que cría en las regiones septentrionales de Eurasia y Norteamérica, y pasa el invierno en el sur de Europa y Asia, África, la mitad sur de Norteamérica y la región caribeña. En América del Norte pasan el invierno al sur de una línea curva que va desde Washington a Idaho y de Nuevo México por el este hasta Kentucky, y se prolonga por la costa este llegando incluso hasta Massachusetts. Los que pasan el invierno en el subcontinente indio atraviesan el Himalaya. También pasan el invierno en Japón y el norte de Filipinas. En Sudamérica, su distribución llega hasta Colombia aunque ha habido varios avistamientos en Ecuador y Perú, donde su estatus es desconocido